# Jacob Millman
Jacob Millman (Rússia, 1911 - 22 de maio de 1991) foi um professor de Engenharia elétrica na Universidade de Columbia.
Millman recebeu um grau acadêmico avançado em 1935. Começou a trabalhar na Universidade de Columbia em 1951, reformando-se em 1975. De 1941 a 1987 escreveu oito livros sobre eletrónica.
O Teorema de Millman foi assim chamado em sua honra.
Jacob Millman morreu durante a sua reforma, na Flórida.